# Penicillaria involucrata
Penicillaria involucrata là một loài thực vật có hoa trong họ Hòa thảo. Loài này được (Roxb.) Schltdl. mô tả khoa học đầu tiên năm 1853.